# Ochreriades
Ochreriades — род пчёл, включающий два вида из трибы Osmiini семейства Megachilidae.

## Описание
Опыляют исключительно (олиголекты) растения семейства Яснотковые. Гнездование не описано, но чрезвычайно стройная и удлинённая форма тела указывает, что Ochreriades могли бы гнездиться в норах насекомых в мёртвой древесине или полых стеблях.

## Распространение
Палеарктика: два вида, один на Ближнем Востоке, второй в Намибии (Michener, 2007).

## Классификация
Род Ochreriades является сестринским к трибе Osmiini или, даже, ко всей кладе Megachilini+Anthidiini+Osmiini (Praz et al., 2008).
- Ochreriades fasciatus (Friese, 1899) — Израиль, Иордания, Сирия.
- Ochreriades rozeni Griswold, 1994 — Намибия.